# Minkowskie

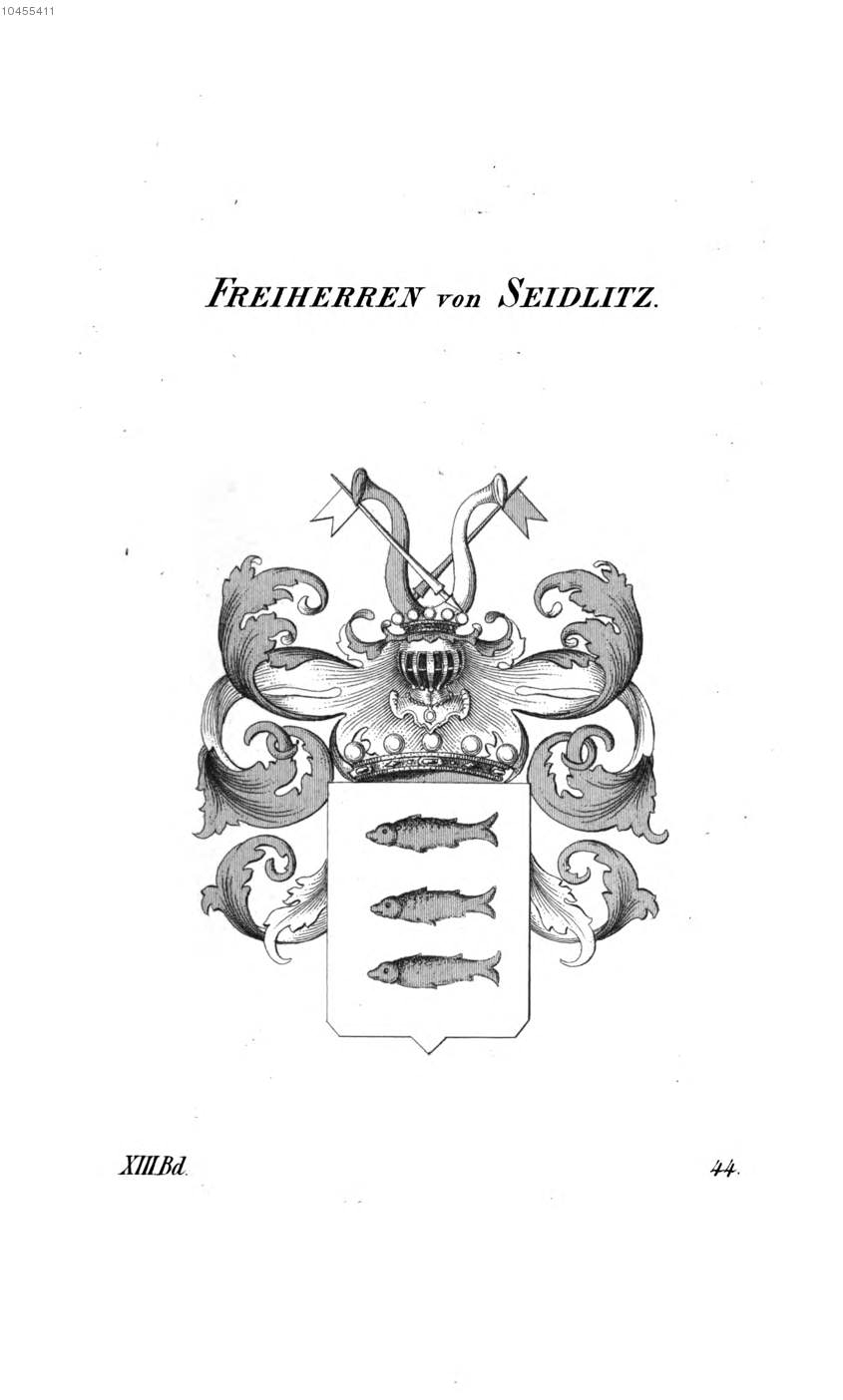
Herb von Seydlitz

Minkowskie (w latach 1937-1945 Seydlitzruh, wcześniej Minkowsky) – wieś w Polsce położona w województwie opolskim, w powiecie namysłowskim, w gminie Namysłów.
W latach 1954–1959 wieś należała i była siedzibą władz gromady Minkowskie, po jej zniesieniu w gromadzie Ligota Książęca. W latach 1975–1998 miejscowość administracyjnie należała do ówczesnego województwa opolskiego.

## Nazwa
Nazwa jest patronimiczną nazwą wywodzącą się od polskiego nazwiska Minkowski i pochodziła od założyciela wsi lub jej patrona. Heinrich Adamy w swoim dziele o nazwach miejscowych na Śląsku wydanym w 1888 roku we Wrocławiu jako starszą od niemieckiej wymienia staropolską formę nazwy - Minkowsky podając jej znaczenie "Dorf der St. Nicolaus" - "Wieś św. Mikołaja".
W księdze łacińskiej Liber fundationis episcopatus Vratislaviensis (pol. Księga uposażeń biskupstwa wrocławskiego) spisanej za czasów biskupa Henryka z Wierzbna w latach 1295–1305 miejscowość wymieniona jest w zlatynizownej formie Mikoffzka. 
W okresie hitlerowskiego reżimu w latach 1937–1945 miejscowość nosiła nazwę Seydlitzruh na cześć dawnego właściciela, którym był w latach 1765-1773 pruski generał Friedrich Wilhelm von Seydlitz.
Od 1 sierpnia 1945 do 12 września 1946 Minkowskie było siedzibą gminy. Po podjęciu decyzji o jej likwidacji tworzące ją wsie (Minkowskie, Niwki, Smarchowice Śląskie i Żaba wraz z przysiółkami) włączone zostały do gminy Smarchowice Wielkie.

## Zabytki
Do wojewódzkiego rejestru zabytków wpisany jest:
- zespół pałacowy, został wzniesiony w latach 1765–1784 i znajduje się 12 km na południowy wschód od Namysłowa. Swój kształt zawdzięcza wpływom poczdamskiej szkoły architektonicznej:
  - Pałac w Minkowskich, od frontu potrójna arkada nad którą znajduje się kartusz z herbem rodziny von Seydlitz. Budynek zdobiony jest bogato barokowymi ornamentami
  - stajnia
  - park krajobrazowy otacza pałac, z neogotycką kaplicą grobową z 1873 r. (dawne mauzoleum Wartenslebenów, obecnie kościół św. Józefa - filialna świątynia parafii Wniebowzięcia NMP w Ligocie Książęcej) oraz tzw. ruiną romantyczną z wieżą (nie zachowała się) i murem z polnych kamieni. Park pochodzi z wieku XVIII – miał on charakter barokowy, jednak na przełomie XVIII i XIX wieku, przekształcono go w park romantyczno-sentymentalny.